# كرايغ وادزورث
كرايغ وادزورث (بالإنجليزية: Craig Wadsworth) هو دبلوماسي أمريكي، ولد في 12 يناير 1872 في فيلادلفيا في الولايات المتحدة، وتوفي في 20 مايو 1960 في جينيسيو في الولايات المتحدة.